# 12 sonata cho vĩ cầm, Op. 2 (Vivaldi)

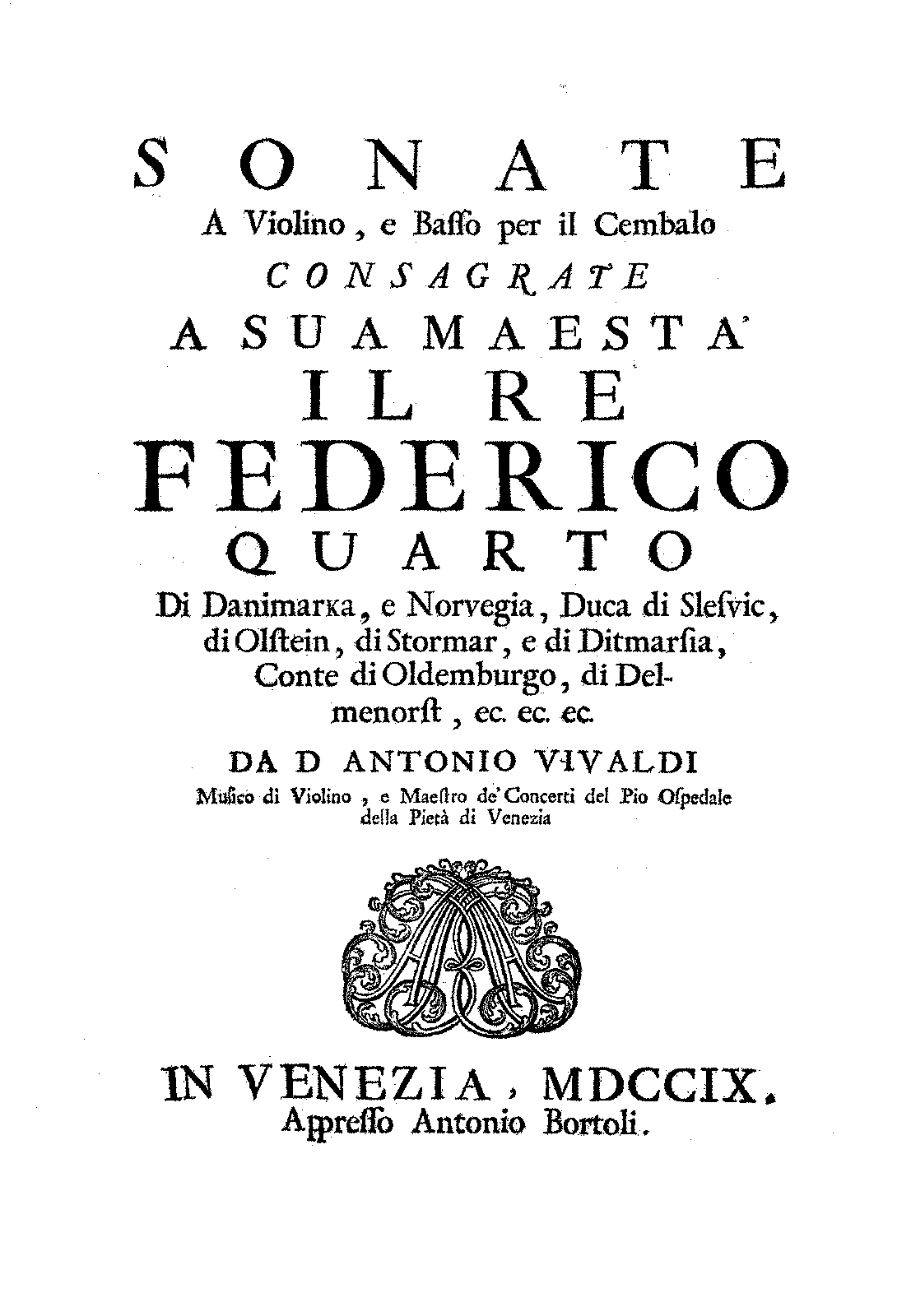
Vivaldi, Op. 2, bộ 12 sonata cho vĩ cầm

Antonio Vivaldi đã sáng tác một bộ mười hai bản sonata cho vĩ cầm và basso continuo, Op. 2 vào năm 1709. Được xuất bản lần đầu tiên bởi Antonio Bortoli ở Venice vào năm 1709 (ở dạng in chữ động), bộ sưu tập này sau đó được tái bản bởi Estienne Roger, người trở thành nhà xuất bản chính của Vivaldi ở Amsterdam vào khoảng năm 1712 hoặc 1713.
- Sonata số 1 cung Sol thứ, RV 27
- Sonata số 2 cung La trưởng, RV 31
- Sonata số 3 cung Rê thứ, RV 14
- Sonata số 4 cung Fa trưởng, RV 20
- Sonata số 5 cung Si thứ, RV 36
- Sonata số 6 cung Đô trưởng, RV 1
- Sonata số 7 cung Đô thứ, RV 8
- Sonata số 8 cung Sol trưởng, RV 23
- Sonata số 9 cung Mi thứ, RV 16
- Sonata số 10 cung Fa thứ, RV 21
- Sonata số 11 cung Rê trưởng, RV 9
- Sonata số 12 cung La thứ, RV 32